# Mulkujärvi
Ala-Mulkujärvi eller Mulkujärvi är en sjö i Finland. Den ligger i kommunen Enare i landskapet Lappland, i den norra delen av landet, 900 km norr om huvudstaden Helsingfors. Mulkujärvi ligger 136,7 meter över havet. Arean är 21,8 hektar och strandlinjen är 2,43 kilometer lång. Sjön  ingår i Pasvik älvs huvudavrinningsområde. 